# Sytuacja prawna i społeczna osób LGBT w Syrii

## Prawo wobec kontaktów homoseksualnych
Lesbijki, geje, biseksualiści i transseksualiści (osoby LGBT) mogą się spotkać w Syrii z trudnościami, których nie spotykają osoby nie-LGBT. Kontakty seksualne między osobami tej samej płci są nielegalne, a rząd nie pozwala na istnienie ruchów LGBT. Według kulturowych, tradycyjnych i religijnych zasad, homoseksualizm i transwestytyzm są postrzegane jako przejawy moralnego upadku bądź niemoralności.
Artykuł 520 kodeksu karnego z 1949 zakazuje dopuszczania się kontaktów homoseksualnych, tj. „kontaktów cielesnych niezgodnych z prawem natury” i przewiduje karę do trzech lat pozbawienia wolności.
Brakuje informacji o tym, jak często to prawo jest stosowane, jednak w 2010 pojawiły się raporty o akcjach przeciwko gejom prawdopodobnie organizowanych przez rząd. Syryjskie władze zrobiły nalot na ponad cztery prywatne gejowskie imprezy w ciągu pięciu tygodni w marcu i kwietniu, aresztując ponad dwudziestu pięciu mężczyzn podczas ostatniego nalotu. Oficjalnie przedstawiono im akty oskarżenia; większość mężczyzn została oskarżona o „dokonanie czynu homoseksualnego”. a pozostali o dilowanie i/lub kupowanie bądź konsumowanie narkotyków. Kilku z nich oskarżono o organizowanie nielegalnych, „nieprzyzwoitych” imprez, ułatwianie dilowania i konsumpcji narkotyków, a także zachęcanie do kontaktów homoseksualnych. Wielu aresztowanych mężczyzn było wtedy na gejowskiej imprezie po raz pierwszy w życiu, a mimo to wszyscy z nich przebywają nadal w policyjnym areszcie, ponieważ ich rodziny odmówiły wpłacenia za nich kaucji, a nawet ich odwiedzin. Fakt, że syryjska tajna policja oskarżyła ich o kontakty homoseksualne, wystarczy, by stworzyć im poważne zagrożenie ze strony ich rodzin i sąsiadów – nawet jeśli zostali wypuszczeni bez oskarżeń.

### Historia
W 2003 Syria na posiedzeniu Komisji Praw Człowieka ONZ głosowała za odroczeniem projektu rezolucji Organizacji Narodów Zjednoczonych (ONZ) dotyczącej praw człowieka i orientacji seksualnej. Wynik głosowania to 24-17. Projekt rezolucji mówił o głębokim zaniepokojeniu Komisji dotyczącym notorycznego łamania praw człowieka na całym świecie z powodu orientacji seksualnej, podkreślając, że prawa człowieka i podstawowe wolności są prawami przysługującymi z urodzenia każdego istnienia ludzkiego i że powszechne stosowanie tych praw i wolności nie podlega dyskusji. Wezwał także wszystkie państwa do promowania i ochrony praw człowieka każdej osoby bez względu na orientację seksualną.

## Ochrona prawna przed dyskryminacją
Syryjskie prawo nie gwarantuje żadnego zakazu dyskryminacji przez wzgląd na orientację seksualną.

### Azyl
Syryjskie przepisy prawne nie przyznają prawa osobom do ubiegania się o azyl polityczny z powodu prześladowań przez wzgląd na orientację seksualną we własnym kraju.

### Służba wojskowa
Geje są wykluczeni ze służby wojskowej z powodu swojej orientacji seksualnej.

## Uznanie związków osób tej samej płci
W syryjskim ustawodawstwie nie istnieje żadna prawna forma uznania związków jednopłciowych. Nie ma również żadnych planów uregulowania tej kwestii.

## Adopcja dzieci przez pary jednopłciowe
Pary jednopłciowe nie mają w Syrii prawa do adopcji dzieci – zarówno tych z domu dziecka, jak i tych, których jedna z osób jest rodzicem biologicznym.

## Prawa osób transgenderycznych
W 2004 syryjska kobieta imieniem Hiba stała się pierwszą transseksualistką, która dostała pozwolenie na operację zmiany płci.

## Życie osób LGBT w kraju
Syryjskie władze, mianowicie Tajne Służby, powołują się na orientację seksualną w celu szantażu, napastowania i w rezultacie wykorzystania osób LGBT. Oficerowie władzy wykonawczej stosują politykę „zero tolerancji” wobec społeczności LGBT.
Pandemia HIV i AIDS stanowi w Syrii temat tabu jak w większości krajów Bliskiego Wschodu. Pierwsze udokumentowane przypadki zakażenia pojawiły się w 1987, a rząd zrobił niewiele w celu zaprzestania rozprzestrzeniania się wirusa.
W 2005 minister zdrowia oświadczył, iż tylko 369 osób w Syrii jest zakażonych HIV/AIDS i że rząd oferuje takim osobom „nowoczesne leki do lekkiej walki z tą chorobą”. Obecnie organizacje pozarządowe szacują, że co najmniej pięć razy rząd był krytykowany między innymi przez ONZ za swoje nieefektywne metody zapobiegania zakażeniom. Poczucie strachu i nieufności wśród mężczyzn mających kontakty seksualne z mężczyznami wobec państwowych instytucji utrudnia stworzenie skutecznych programów zwiększających świadomość i zapobieganie HIV i AIDS, skierowanych właśnie do nich.
Rząd założył ochotnicze kliniki, w których można się zbadać w kierunku HIV/AIDS i które rozpowszechniają edukacyjne broszury, jednak wszechstronna edukacja społeczeństwa wciąż stanowi tabu. Edukacja związana z HIV i AIDS została wdrożona do szkół średnich jako część kampanii współpracującej z ONZ. Ma na celu zwiększenie świadomości młodzieży i młodych ludzi dorosłych.